# Hestvatn
Der Hestvatn ist ein See in der Region Suðurland im Südwesten Islands. Er befindet sich auf dem Gemeindegebiet von Grímsnes og Grafningur.

## Geografie
Im Norden des Sees, der eine Größe von 6,8 km² besitzt, liegt die Insel Lambhagi. Der Hestvatn ist über den Hestlækur mit der Hvítá verbunden, die den See östlich und südlich umfließt. Die größte Tiefe des Sees beträgt 61,5 m.
Der See ist bis auf den Osten von sanft geschwungenen Hügeln umgeben, dort erhebt sich der Hestfjall (317 m).
Der nächste größere Ort ist das Öko-Dorf Sólheimar, nordöstlich des Sees.